# Gertrude (cráter de Titania)
Gertrude es el mayor cráter de impacto de Titania, una de las lunas de Urano. Tiene aproximadamente 326 km de ancho, 1/5 del diámetro de Titania. Fue nombrado en honor de la madre de Hamlet de la obra homónima de William Shakespeare.  Los accidentes geográficos en Titania son nombrados como personajes femeninos de obras de Shakespeare.